# Kim Mi-sim
Kim Mi-sim   () és una jugadora d'handbol sud-coreana, ja retirada, guanyadora d'una medalla olímpica.
El 1996 va prendre part en els Jocs Olímpics d'Estiu d'Atlanta, on guanyà la medalla de plata en la competició d'handbol. n el seu palmarès també destaca una medalla d'or en el Campionat del món d'handbol de 1995, així com una medalla d'or en els Jocs Asiàtics de 1994.